# KTX-Eum
KTX-Eum（： KTX-Ieum */?），又被稱為150000型電力動車組或EMU-260，是韓國研发的动力分散式高速鐵路電聯車，由現代Rotem製造，並由韓國鐵道公社營運。此款列車為韓國首款自行設計及研發的動力分散式高速列車，使用了原型車HEMU-430X的技术。

## 歷史
在開發原型車HEMU-430X之後，現代Rotem和韓國鐵道公社於2016年6月簽署了一項協議，提供高速動力分散式列車。原定訂購了5組六節車，但在2016年12月又增訂了14組六節車，兩份訂單均定於2020年至2021年交車。
2016年9月，韓國鐵道公社舉行了一場競賽，以決定新車型的設計。在2017年，向公眾展示了所選設計的模型，作為宣傳並收集回饋意見。
2019年11月4日，EMU-260第一編組交付給韓國鐵道公社。2020年8月，Korail舉行了一場命名比賽，讓大眾決定原稱為“EMU-260”的新電聯車的名稱。列車於2020年10月按公眾投選正式命名為“KTX-Eum”（KTX-이음，韓文有「連結」、「聯繫」之意，顯示公眾對列車以快樂連結不同地區人民的願景，也與韓國鐵道公社的使命「連結人心」相呼應）， 韓國鐵道公社還向韓國知識產權局申請了專利商標。
2021年1月5日，KTX-Eum開始行駛於中央線（清涼里至安東）。7月13日投入京江線和嶺東線行駛（幸信至江陵、首爾到東海）。12月31日投入中部內陸線行駛（夫鉢至忠州）。
2025年6月19日，有報道指現代Rotem對KTX-Eum列車進行了升級，顯著改善了噪音、振動和乘坐舒適度。這些升級版列車已從2025年起供應給韓國鐵道公社，配備緩衝裝置，提升轉向架性能，從而增加車體下部的強度，並減少乘客感受到的外部衝擊。此外，車體吸音材料面積增加，地板也採用吸音性能增強的吸音膠合板，最大限度地減少了鐵路摩擦噪音，使車廂內的噪音降低。下一批預計從2027年起供應給韓國鐵道公社和SR股份有限公司的KTX-青龍列車也將採取類似的改良措施。

## 設計
KTX-Eum運用了HEMU-430X原型車的技術，設計上KTX-Eum的特色與KTX-青龙一樣，但編組僅有六輛而非八輛。與原有的KTX-I和KTX-山川不同，KTX-Eum為動力分散式列車，由兩端拖車控制中間的動力車廂，而不是機車頭。外部特征上KTX-Eum与KTX-青龙的差异在于黑色车窗带上方有金色色带，KTX-青龙则在黑色车窗带下方。

## 列車內部配置
KTX-Eum頭等艙位於1號車廂，雖然座位安排與普通艙一樣是2X2，但座椅之間的間距稍寬，使乘客有更大的腳部空間；每個座椅都配有頸枕、兩個220V電源插座、四個USB插頭、無線充電器及類似於飛機上機上娛樂系統的娛樂顯示器。而一般艙位於2至6號車廂，每個座椅除了安裝了一個220V電源插座和兩個USB插頭，還安裝了智慧型手機無線充電器。

## 生产
- 已投入服務：501~519，19组114輛。
- 製造中：46组276輛。

## 國內運用

### 已投入
- 中央線：清涼里 - 釜田
- 京江線：(幸信) -首爾 - 江陵，江陵線。
- 嶺東線：首爾 - 東海
- 中部內陸線：夫鉢 - 聞慶

### 預計投入
- 西海線：大谷 - 洪城
- 東海線：江陵 - 釜山
- 京江線：松島 - 江陵
- 京春線、春川束草線：首爾 - 束草

## 海外出口
2024年6月，烏茲別克鐵路宣布将进口6组7节编组UTY EMU-250型列车，列車以KTX-Eum为基准製造，连同韓國鐵道公社和现代Rotem提供的维护保固服务，价值2700亿韩圆（按当时汇率计算约合1.96亿美元）。

## 圖片集
- 兩組列車整體控制運行
- 列車停靠正東津站
- 列车外觀（停靠清凉里站）
- 優等座车厢
- 标准座车厢
- KTX-Eum的模型列車